# Europacup II hockey mannen 1992
De 3de editie van de Europacup II voor mannen werd gehouden van 17 tot en met 20 april 1992 in Vught. Er deden acht teams mee, verdeeld over twee poules. HGC won deze editie van de Europacup II. Voor Nederland deed verder ook HC Kampong mee.

## Uitslag poules

### Eindstand Poule A
| Team                   | Pnt | GS | W | G | V | DV | DT | DS  |
| ---------------------- | --- | -- | - | - | - | -- | -- | --- |
| 1. HGC                 | 6   | 3  | 3 | 0 | 0 | 16 | 4  | +12 |
| 2. HC Kampong          | 4   | 3  | 2 | 0 | 1 | 11 | 3  | +8  |
| 3. Rot-Weiß München    | 2   | 3  | 1 | 0 | 2 | 6  | 12 | -6  |
| 4. WKS Grunwald Poznań | 0   | 3  | 0 | 0 | 3 | 6  | 20 | -14 |

### Eindstand Poule B
| Team                   | Pnt | GS | W | G | V | DV | DT | DS  |
| ---------------------- | --- | -- | - | - | - | -- | -- | --- |
| 1. Hounslow HC         | 6   | 3  | 3 | 0 | 0 | 15 | 1  | +14 |
| 2. Royal White Star HC | 4   | 3  | 2 | 0 | 1 | 8  | 13 | -5  |
| 3. Valdeluz Illescas   | 2   | 3  | 1 | 0 | 2 | 12 | 9  | +3  |
| 4. Cork Harlequins HC  | 0   | 3  | 0 | 0 | 3 | 1  | 13 | -12 |

## Poulewedstrijden

### Vrijdag 17 april 1992
- A Kampong - Grunwald 8-1 (2-0)
- A HGC - Rot-Weiß München 7-1 (3-0)
- B Hounslow - White Star 8-1 (3-0)
- B Valdeluz - Cork Harlequins 8-0 (8-0)

### Zaterdag 18 april 1992
- A HGC - Grunwald 7-2 (2-2)
- A Kampong - Rot-Weiß München 2-0 (1-0)
- B Hounslow - Cork Harlequins 3-0 (1-0)
- B Valdeluz - White Star 4-5 (2-3)

### Zondag 19 april 1992
- A Grunwald - Rot-Weiß München 3-5 (2-2)
- A Kampong - HGC 1-2 (0-1)
- B White Star - Cork Harlequins 2-1 (1-0)
- B Hounslow - Valdeluz 4-0 (3-0)

## Finales

### Maandag 20 april 1992
- 7de-8ste plaats Grunwald - Cork Harlequins 5-2 (2-0)
- 5de-6de plaats Rot-Weiß München - Valdeluz 5-4 (2-2)
- 3de-4de plaats Kampong - White Star 1-4 (0-1)
- 1ste-2de plaats HGC - Hounslow HC 4-0 (1-0)

## Einduitslag
1.  HGC 

2.  Hounslow HC 

3.  Royal White Star HC 

4.  HC Kampong 

5.  Rot-Weiß München 

6.  Valdeluz Illescas 

7.  WKS Grunwald Poznań 

8.  Cork Harlequins HC 

Mannen:
1990 ·
Terrassa 1991 ·
Vught 1992 ·
Birmingham 1993 ·
Terrassa 1994 ·
Cagliari 1995 ·
Den Haag 1996 ·
Reading 1997 ·
's-Hertogenbosch 1998 ·
Amsterdam 1999 ·
Terrassa 2000 ·
's-Hertogenbosch 2001 ·
Eindhoven 2002 ·
Terrassa 2003 ·
Eindhoven 2004 ·
Lille 2005 ·
Reading 2006 ·
Madrid 2007 

Opgegaan in de Euro Hockey League
Vrouwen:
1991 ·
Vught 1992 ·
Birmingham 1993 ·
Cardiff 1994 ·
Groningen 1995 ·
Rotterdam 1996 ·
Utrecht 1997 ·
Leuven 1998 ·
Terrassa 1999 ·
Keulen 2000 ·
Rome 2001 ·
Ourense 2002 ·
Rotterdam 2003 ·
Laren 2004 ·
Keulen 2005 ·
Edinburgh 2006 ·
Madrid 2007 ·
Parijs 2008 ·
Manchester 2009

Opgegaan in de Europcacup I